# Temnothorax texanus
Temnothorax texanus is een mierensoort uit de onderfamilie van de Myrmicinae. De wetenschappelijke naam van de soort werd voor het eerst geldig gepubliceerd in 1903 door William Morton Wheeler.